# Sarina Wiegman
Sarina Petronella Wiegman (La Haia, 26 d'octubre de 1969), també coneguda com a Sarina Wiegman-Glotzbach, és una entrenadora de futbol neerlandesa, exjugadora i actual entrenadora de la selecció femenina d'Anglaterra.

## Trajectòria
Durant la seva carrera com a jugadora, Wiegman va començar com a migcampista central i més endavant es va reconvertir en defensa. El 1989, es va matricular a la Universitat de Carolina del Nord a Chapel Hill, on va jugar a l'equip del North Carolina Tar Heels. De tornada als Països Baixos, es va incorporar a l'equip femení del Ter Leede, a més d'exercir com a professora d'Educació Física. Amb Ter Leede, va guanyar una vegada el campionat de lliga i la Copa neerlansea. Wiegman va representar la selecció femenina dels Països Baixos del 1987 al 2001 en un total de 104 partits, arribant a ser capitana de la selecció.
Després de retirar-se l'any 2003, Wiegman va començar la seua carrera d'entrenadora als equips femenins del Ter Leede i el ADO Den Haag. El 2014 es va convertir en assistenta tècnica de la selecció nacional. El 2016, Wiegman es va llicenciar com a entrenadora i va esdevenir la primera dona a treballar com a entrenadora en un equip de futbol professional del seu país. Després de ser nomenada primera entrenadora de la selecció nacional, Wiegman va menar l'equip a guanyar l'Eurocopa Femenina de Futbol 2017. Dos anys més tard, va aconseguir la medalla de subcampiona a la Copa del Món Femenina de Futbol 2019. L'agost de 2020, es va anunciar que ocuparia el càrrec d'entrenadora de la selecció nacional femenina d'Anglaterra, a partir del 2021, esdevenint la primera entrenadora estrangera de la selecció anglesa.